# 肥满报春
肥满报春（学名：Primula obsessa）为报春花科报春花属下的一个种。

## 扩展阅读
- 維基物種上的相關：肥满报春